# Tetropium tauricum
Tetropium tauricum là một loài bọ cánh cứng trong họ Cerambycidae.